# Neozygocera kaszabi
Neozygocera kaszabi är en skalbaggsart som beskrevs av Stefan von Breuning 1978. Neozygocera kaszabi ingår i släktet Neozygocera och familjen långhorningar. Inga underarter finns listade i Catalogue of Life.